# Giorgio Avola

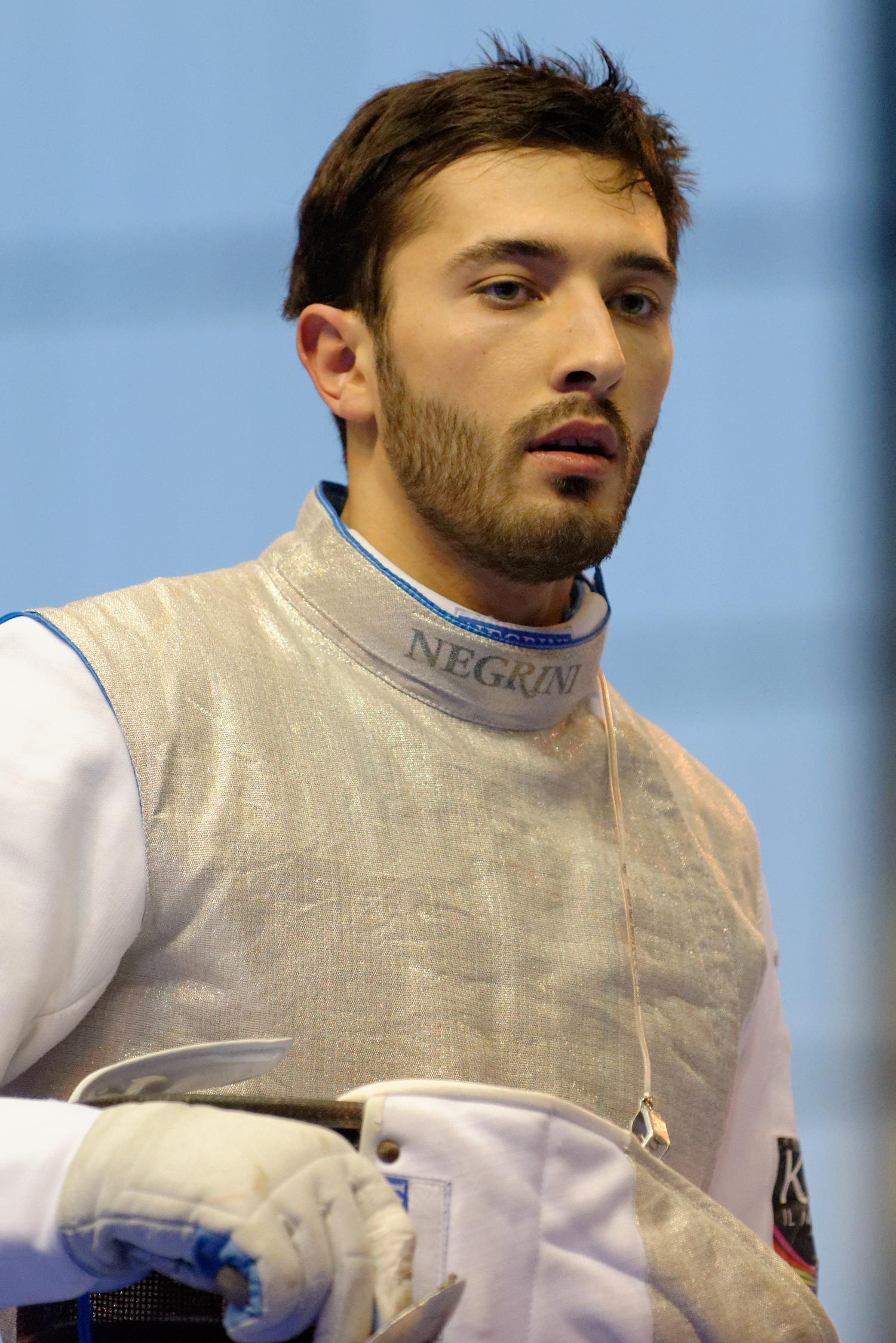
Giorgio Avola (2013)

Giorgio Avola (* 8. Mai 1989 in Modica) ist ein italienischer Florettfechter und Olympiasieger.

## Erfolge
Giorgio Avola gewann 2009 mit der italienischen Florett-Mannschaft die Juniorenweltmeisterschaften in Belfast und bei den Junioreneuropameisterschaften in Amsterdam erreichte die Mannschaft mit ihm Bronze.
2010 wurde er in Leipzig Mannschaftseuropameister.
2011 wurde er in Sheffield sowohl Einzeleuropameister als auch Mannschaftseuropameister und gewann bei den Weltmeisterschaften in Catania Bronze im Florett-Einzel hinter seinen Mannschaftskameraden Andrea Cassarà und Valerio Aspromonte.
2012 wurde er in Legnano zum dritten Mal Mannschaftseuropameister, bei den Olympischen Spielen in London erhielt die Florett-Mannschaft in der gleichen Besetzung die Goldmedaille.
2013 wurde er in Budapest erneut Mannschaftsweltmeister, 2014 errang er mit der Mannschaft bei der Europameisterschaft in Straßburg Silber und bei den Weltmeisterschaften in Kasan Bronze. 2022 sicherte er sich in Antalya bei den Europameisterschaften die Bronzemedaille.